# Route nationale 4 (Algérie)
Pour les articles homonymes, voir Route nationale 4.
La Route nationale 4 (N4), aussi appelée route de l'Oranais, est une route nationale algérienne. Elle relie Alger à Oran en se branchant sur la N1 au niveau de Boufarik 35 km d'Alger.
Ce fut pendant très longtemps l'axe principal entre la capitale et l'ouest du pays et la route la plus fréquentée du pays avec la N5 jusqu'à l'ouverture de l'Autoroute Est-Ouest.

## Paysage
La route traverse la partie ouest de la Mitidja jusqu'à El Affroun avant de suivre le cours de l'Oued Djer jusqu'à Oued Zebboudj où il entame une montée jusqu'au col du Khandek à 638, offrant un superbe panorama sur le mont Zaccar au niveau de Aïn Torki, afin de contourner le massif de Djebel Gontas posé en terrasse au dessus de la plaine de Khemis Meliana qu'elle rejoint en suivant la ligne de chemin de fer Alger-Oran.
À partir de là elle va suivre les plaines agricoles de la vallée de l'oued Chelif durant près de 200 km avant de poursuivre par les plaines agricoles oranaises, la plaine de la Mina autour de Relizane, la plaine marécageuse de la Macta entre Mohammadia et Sig avant de rejoindre Oran en longeant extrémité est de la sebkha.

## Historique
Elle est érigée comme route impériale n°4 d'une longueur de 411 km en 1864 sous le règne de Napoléon III, avec les quatre autres premières routes.

## Parcours
- Boufarik (km 0)
- Ouled El Alleug (km 10)
- Mouzaia (km 24)
- El Affroun (km 30)
- Echangeur A3 n°46, El Affroun (km 35)
- Gare de Oued Djer (km 39)
- Echangeur A3 n° 42, Boumedfaa (km 54)
- Gare de Hoceinia (km 59)
- Oued Zebboudj (km 65)
- Col de Khandek, 638 m. (km 70)
- Khemis Miliana (km 81)
- Sidi Lakhdar (km 87)
- Ain Defla (km 106)
- Rouina (km 134)
- Sidi Bouabida (km 130)
- El Attaf (km 134)
- Oued Fodda (km 148)
- Oum Drou(km 159)
- Chlef (km 168)
- Echangeur A3 n° 53, Chlef Ouest km (176)
- Oued Sly (km 182)
- Boukadir (km 190)
- Oued Rhiou (km 212)
- Djidiouia (km 221)
- El Hamadna (km 227)
- Ouled El Djemaa (km 242)
- Relizane (km 256)
- El Matmar (km 266)
- Yellel (km 276)
- El Ghomri(km 291)
- Mohammadia (km 309)
- Bouhenni (km 323)
- Sig (km 335)
- Oggaz (km 341)
- Zeghloul (km 352)
- Oued Tlelat (km 359)
- Échangeur avec la RN108 (km 370)
- Échangeur avec la 2e rocade d'Oran (km 373)
- El Kerma (km 374)
- Aéroport d'Oran (km 376)
- Echangeur avec la 1re rocade sud d'Oran (km 381)
- Rond-point El Bahia, Oran (km 384)